# Luidia ciliaris

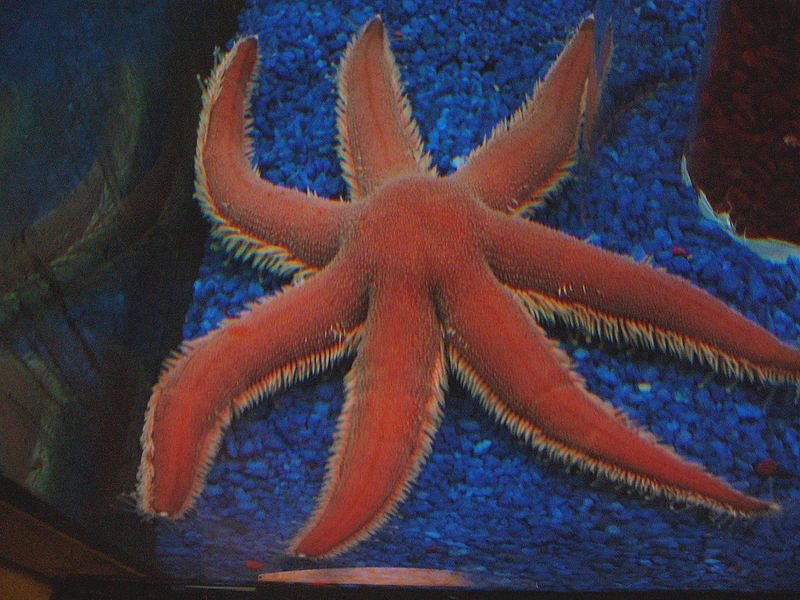
Hình ảnh của Luidia ciliaris.

Luidia ciliaris là tên của một loài sao biển thuộc họ Luidiidae. Người ta phát hiện chúng sống ở vùng biển phía đông Đại Tây Dương và Địa Trung Hải.

## Mô tả
Chúng có màu hơi cam và có 7 cánh dài, vùng ở giữa thì nhỏ. Kích thước của nó khá lớn, 40 cm nhưng rất dễ bị mất cánh (cánh sẽ mọc lại sau đó). Cánh của nó có những mặt song song nhau, và đầu thì nhọn. Mặt bên có nhiều gai màu trắng. Nó cũng có những chân kìm nhỏ (một cấu trúc giống càng cua, chân ống dài, nhiều. Chúng không có giác mút. Miệng nằm ở giữa của mặt dưới.

## Môi trường sống và phân bố
Chúng sống ở khu vực từ vùng biển của Na Uy, quần đảo Faroe đến mũi Verde và Açores tại Đại Tây Dương. Bên cạnh đó, chúng có mặt ở khắp vùng Địa trung Hải. Chúng sống ở độ sâu 400 mét, đáy biển có chất nền mềm để chúng đào bới. Thi thoảng, người ta còn thấy nó ở trên đá.

## Sinh thái học
Loài này là loài săn mồi và ăn xác chết. Thức ăn chủ yếu của nó là các loài thuộc ngành Da gai. Người ta thuộc hiện một của nghiên cứu ở biển Ai-len và phát hiện rằng thức ăn chủ yếu của nó là các loài sao biển: đuôi rắn, Ophiothrix fragilis, Ophiura albida và loài cầu gai Psammechinus miliaris. Loài sao biển Ophiocomina nigra cũng là thức ăn của loài này nhưng người ta không thấy thường xuyên trong dạ dày của L. ciliaris bởi vì nó có chiến thuật riêng để trốn thoát.
Nó di chuyển khá nhanh vì nó sẽ dùng cánh của nó để nâng cơ thể nó lên và vì vậy, nó sẽ "đi" chứ không bò.
Loài sao biển này sinh sản vào đầu mùa hè. Con cái sẽ phóng trứng của nó vào môi trường, con đực thì sẽ phóng tinh trùng. Khi trứng thụ tinh được 4 ngày thì ấu trùng sẽ nở ra và đạt kích thước 35 mm sau từ 3 đến 4 tháng. Và trở thành sao biển non.